# Waitman T. Willey
Waitman Thomas Willey, född 18 oktober 1811 i Monongalia County (nuvarande Marion County), Virginia (nuvarande West Virginia), död 2 maj 1900 i Morgantown, West Virginia, var en amerikansk politiker. Han var ledamot av USA:s senat 1861-1871. Han var först senator för Virginia 1861-1863 och därefter en av West Virginias två första senatorer.
Willey utexaminerades 1831 från Madison College i Pennsylvania. Han studerade därefter juridik och inledde 1833 sin karriär som advokat i Morgantown. Han var delegat till Virginias konstitutionskonvent 1850 och 1851.
Senatorn för Virginia James M. Mason avskedades 1861 från USA:s senat för att ha stött Virginias utträde ur USA och inträde i Amerikas konfedererade stater. Lojalisterna valde en ny senator trots att situationen i Virginia var kaotisk. Willey representerade först som unionist det som fanns kvar av Virginia i senaten och blev sedan 1863 senator för den nya delstaten West Virginia. Willey omvaldes 1865 som republikan.
Willey är begravd på Oak Grove Cemetery i Morgantown.